# Banyallarga vicarium
Banyallarga vicarium är en nattsländeart som först beskrevs av Walker 1852.  Banyallarga vicarium ingår i släktet Banyallarga och familjen Calamoceratidae. Inga underarter finns listade i Catalogue of Life.